# Polizești, Brăila
Polizești este un sat în comuna Stăncuța din județul Brăila, Muntenia, România.